# عمر النمساوي
عمر النمساوي (مواليد 4 يونيو 1990 في فاس) هو لاعب كرة قدم مغربي مُحترف يلعب في مركز الظهير الأيمن، وهُو يلعب حاليا في صفوف نادي نهضة بركان.

## الألقاب والجوائز
نادي المغرب الفاسي
- كأس العرش المغربي : 2016

نادي النهضة البركانية
- كأس العرش المغربي : 2018
- كأس الاتحاد الإفريقي : 2020 (البطل) ؛ 2019 (الوصيف)

## وصلات خارجية
- عمر النمساوي على موقع قاعدة بيانات كرة القدم.إي يو (الإنجليزية)